# Czarnylas (Przygodzice)
Czarnylas (deutsch: Schwarzwald) ist ein Dorf und Schulzenamt der Landgemeinde Przygodzice im Powiat Ostrowski der Woiwodschaft Großpolen, Polen. 

## Geschichte
Im späten 16. Jahrhundert gehörte das bewaldete und schwach besiedelte Gebiet zur Pfarrei in Ostrzeszów im Bistum Breslau. Zu dieser Zeit begann die Ansiedlung von protestantischen Siedlern aus Schlesien, Böhmen und Deutschland. Die Siedlung wurde anfänglich Przygodzicka Huba benannt.
Im Zuge der zweiten polnischen Teilung kam die Ortschaft 1793 an Preußen. Im 19. Jahrhundert war der Ort außergewöhnlich konfessionell und sprachlich gemischt.
Von 1934 bis 1954 war das Dorf Sitz der Gmina Czarnylas. Seinerzeit gehörte es zur Woiwodschaft Poznań und von 1975 bis 1998 zur Woiwodschaft Kalisz.
Neben der römisch-katholischen Gemeinde befindet sich im Ort heute noch eine Filiale der Pfarrei in Kępno der lutherischen Kirche der Diözese Pommern-Großpolen. Zeitweise hat es bis zu sieben Konfessionen im Ort gegeben. Neben den zwei genannten Konfessionen, waren es Altlutheraner, Baptisten, Methodisten die eigene Kirchen oder Kapellen unterhielten. In der Kapelle der Methodisten trafen sich auch die Mormonen, sie wurde nach 1945 Kino und später abgerissen.  

## Sehenswürdigkeiten
- Römisch-katholische Kirche (Kościół Najświętszej Marii Panny Niepokalanie Poczętej), errichtet 1856–1860 von der altpreußischen lutherischen Gemeinde im neuromanischen Stil mit Hilfe des Gustav-Adolf-Werks
- Römisch-katholische Herz-Jesu-Kirche (Kościół Najświętszego Serca Jezusa), errichtet 1925 im neobarocken Stil
- Lutherische Kirche, 1889–1900 von der altlutherischen Gemeinde im neugotischen Stil errichtet
- Pfarrhaus (pastorówka) der ehemaligen altlutherischen Gemeinde aus dem Jahr 1900
- Kapelle der Baptisten, heute Bibliothek.

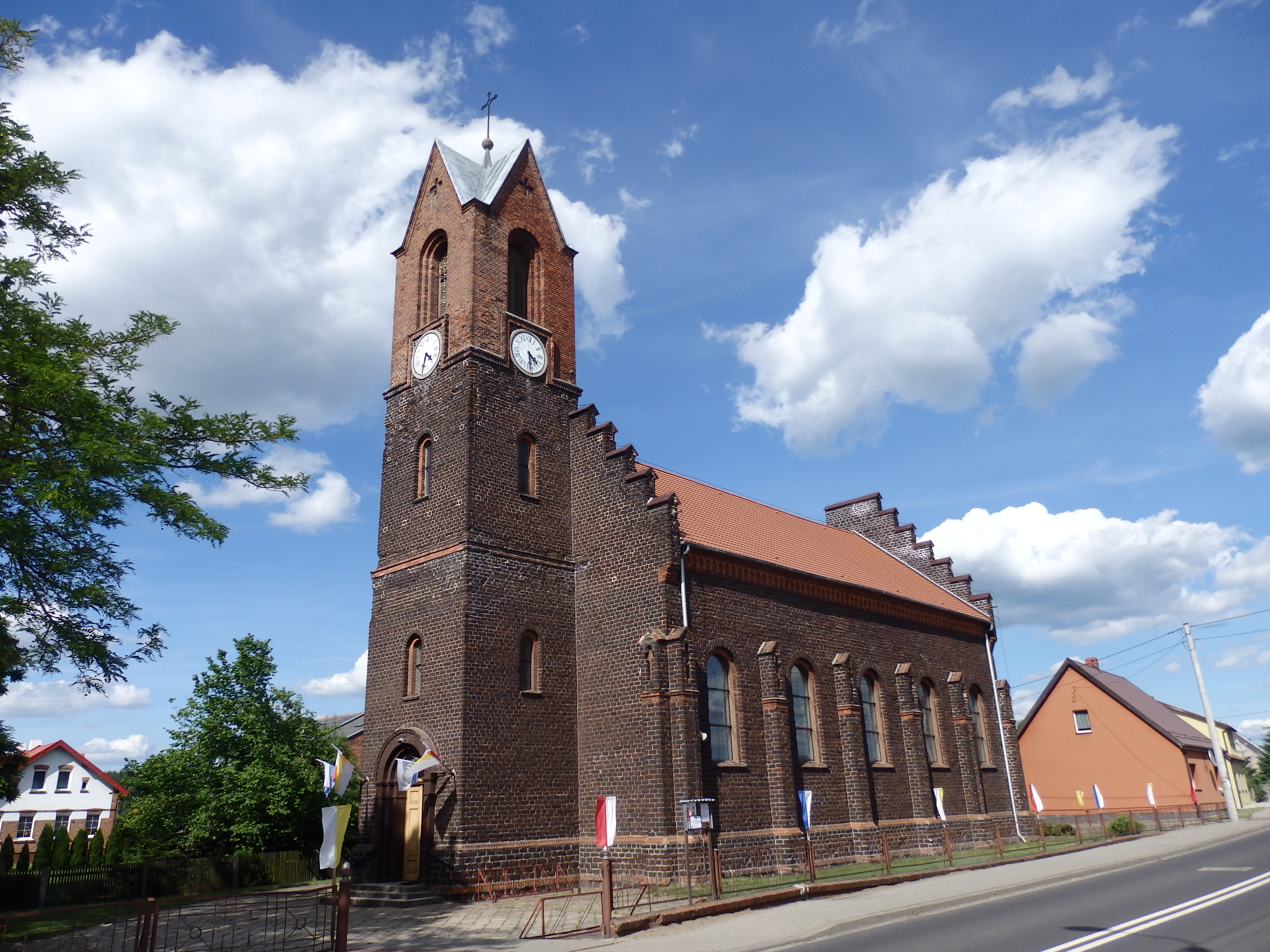
Katholische Kirche von 1860
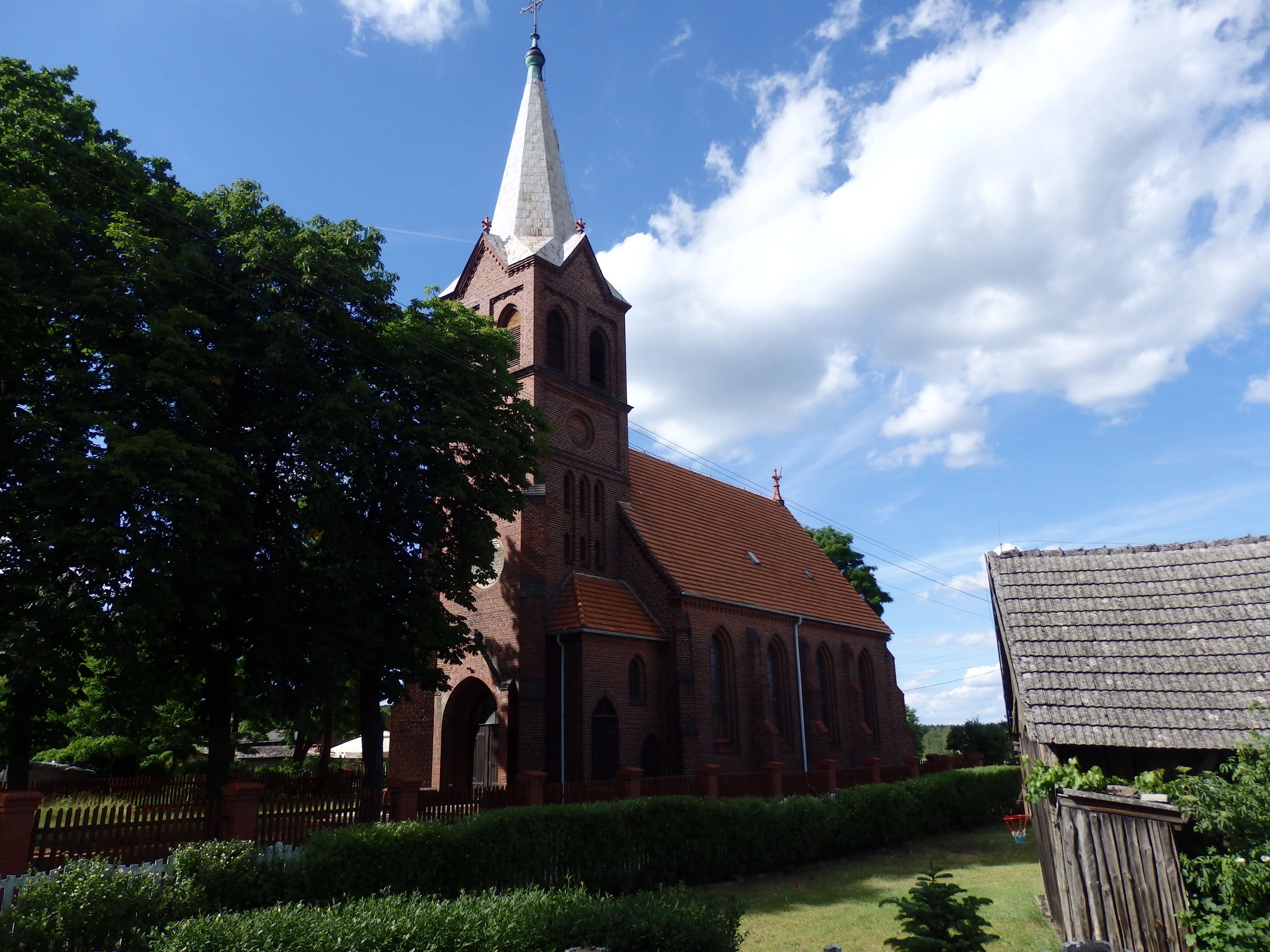
Lutherische Kirche von 1900
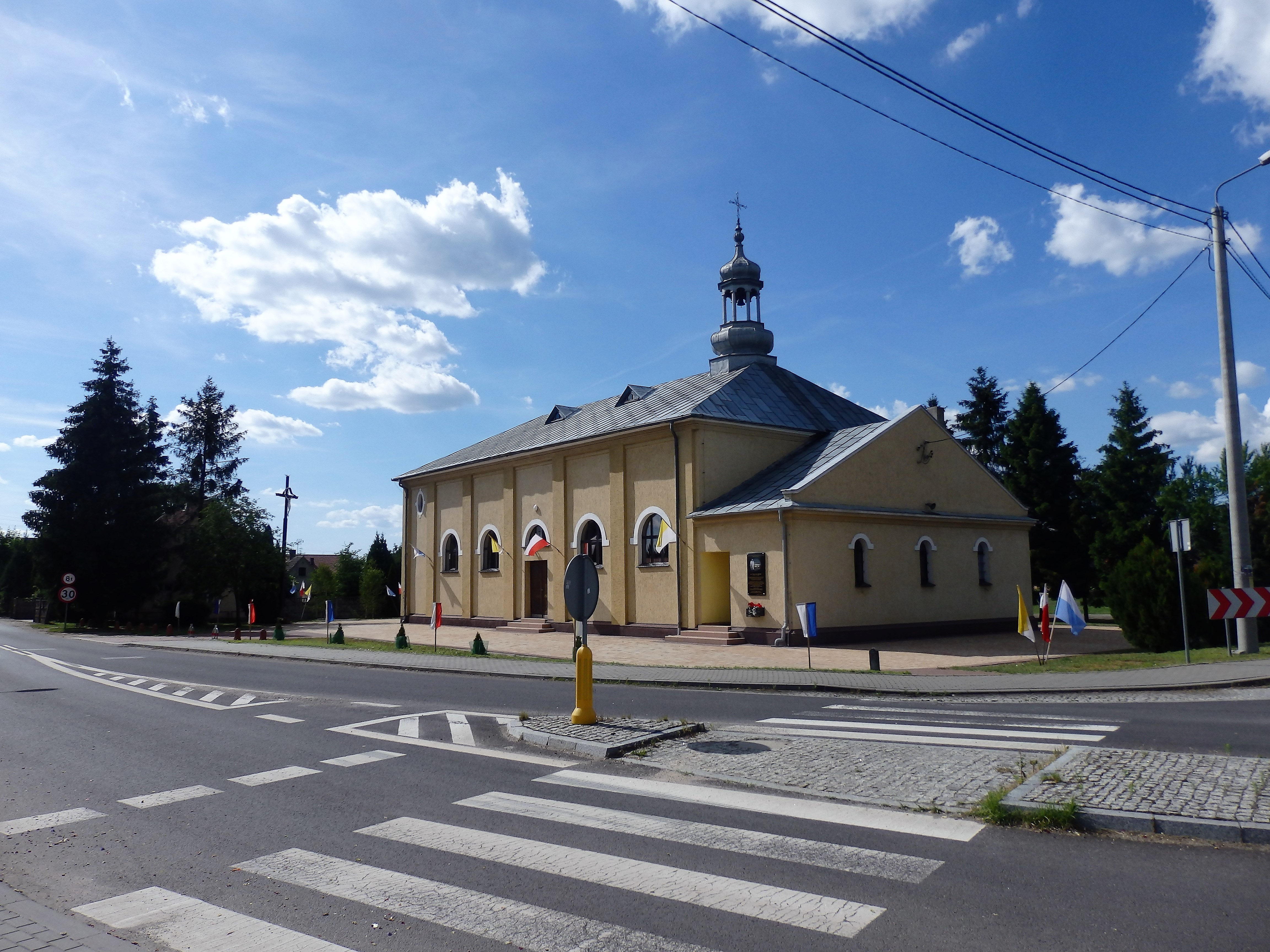
Katholische Kirche von 1925
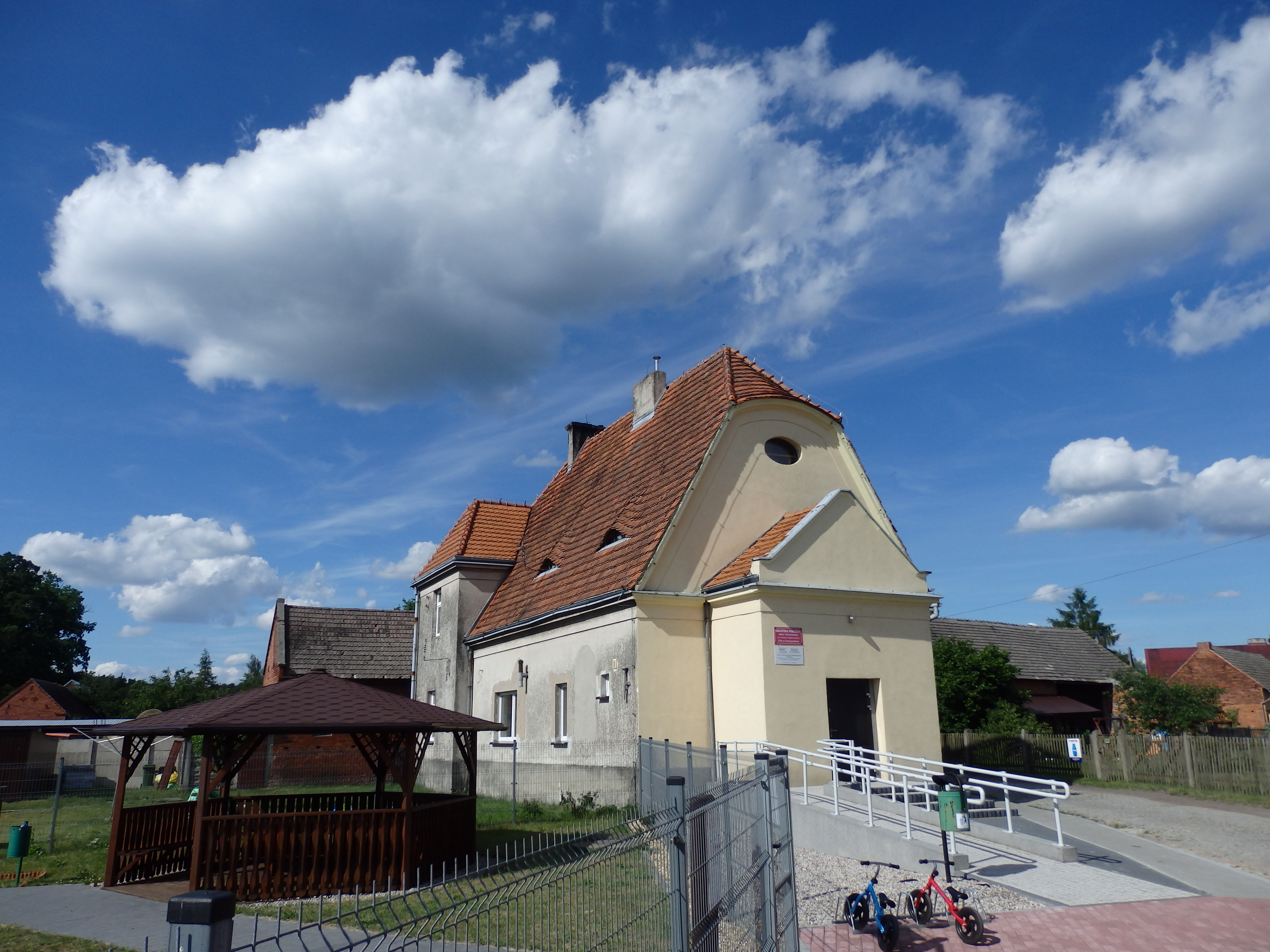
Ehemalige Kapelle der Baptisten